# Mary Ann Mantell
Mary Ann Mantell (ur. 9 kwietnia 1795, zm. 20 października 1869 w Londynie) – brytyjska kolekcjonerka skamieniałości i ilustratorka, odkrywczyni pierwszych skamieniałości iguanodona.

## Życiorys

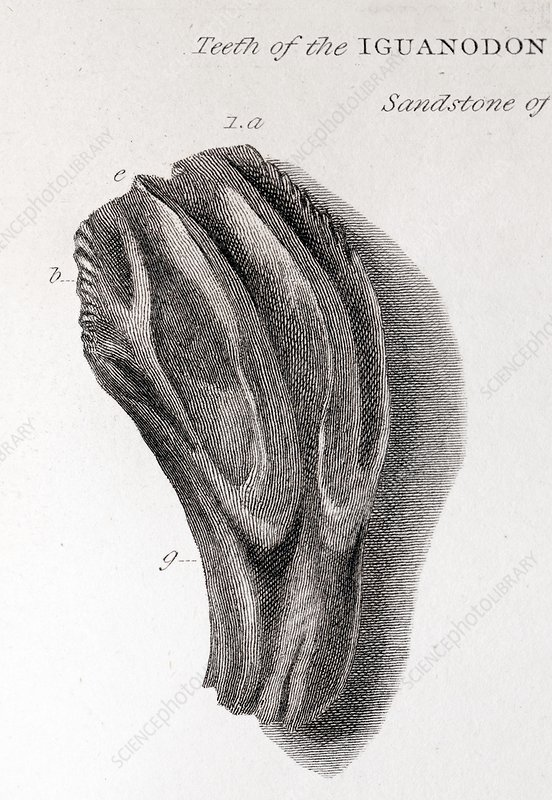
Rysunek litograficzny zębów iguanodona wykonany przez Mary Ann Mantell

Była córką George'a Edwarda Woodhouse'a i Mary Ann Woodhouse. W 1816 poślubiła Gideona Mantella i zamieszkała z nim w Lewes.

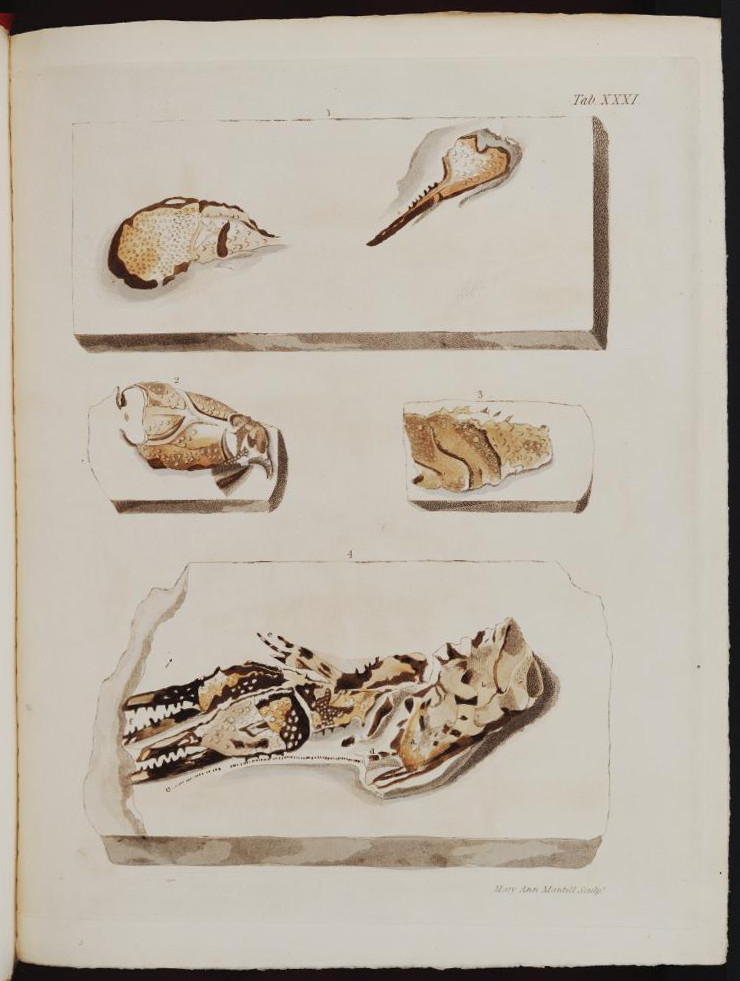
Ilustracja z książki The Fossils of the South Downs rytowana przez Mary Ann Mantell na podstawie szkiców Gideona Mantella

W 1822, gdy towarzyszyła mężowi podczas odwiedzin u pacjenta w Sussex, na poboczu drogi odkryła skamieniałości w kształcie zębów. Przekazała je mężowi. Według innej wersji wydarzeń małżonkowie kupili ją od miejscowego robotnika. Mantell wysłał skamieniałości Georges’owi Cuvierowi, który początkowo uznał je za fragment szkieletu nosorożca. Charles Lyell, który pośredniczył w przesyłce, przekazał Mantellom, że Cuvier zanegował ich odkrycie.
W 1824 William Buckland odwiedził Mantellów i zbadał skamieniałość, oceniając, że to pozostałość olbrzymiego jaszczura. Małżonkowie ponownie wysłali skamieniałości do Cuviera. Uwagi badacza zostały zawarte w artykule G. Mantella w Philosophical Transactions of the Royal Society of London w 1825. Mantell rozpoczął wykopaliska w Lesie Tilgate, które zaowocowały odkryciem roślinożernego gada iguanodona.
Mary Ann Mantell wniosła „niebagatelny wkład” w badania G. Mantella jako „asystentka”, pomagała mężowi w zbieraniu okazów, ilustrowała znaleziska i rytowała. Sporządziła 364 szczegółowe litografie skamieniałości do naukowej publikacji męża The Fossils of the South Downs opublikowanej w 1822, co zaznaczono w podtytule (The Engravings executed by Mrs Mantell from drawings by the author), oraz do książki Illustrations of the Geology of Sussex opublikowanej w 1827, w której Mantell opisał iguanodona. Mantell, „bardzo dumny z pracy swojej żony”, podkreślał dokładność jej rysunków mimo braku wcześniejszego wykształcenia w tym kierunku. Odkrycie iguanodona, drugiej co do wielkości skamieniałości gada-roślinożercy, w czasach, gdy uważano, że wszyscy przodkowie gadów byli mięsożercami, wywołało poruszenie wśród paleontologów.
Po latach odkrycie Mary Ann Mantell, pierwotnie zignorowane, zostało dostrzeżone i docenione na równi z odkryciami innych kobiet tego okresu, jak Mary Anning z Dorset czy Etheldred Benett z Wiltshire.
Chociaż początkowo Mary Ann Mantell towarzyszyła mężowi w pracy, z czasem się od siebie oddalili i wzięli rozwód. Mieli troje dzieci. Jednym z nich był Walter, nowozelandzki naukowiec i polityk.
Mary Ann Mantell zmarła w swoim domu w Chepstow Villas w Bayswater w Londynie.